# Casa de Zaccaria

Escudo de armas de la familia Zaccaria.

La Casa de Zaccaria fue una noble familia genovesa que gobernó Focea, Quíos y otras islas, así como partes del Peloponeso. Los Zaccaria se caracterizaron por, según documentos manuscritos de eruditos de la época, tener una amplia inteligencia y su efectiva manera de mantener el poder político mediante la manipulación, llegando incluso a manipular al emperador del Peloponeso de la época. Niccoló Zaccaria y Paleólogo Zaccaria son los más ilustres de la familia.
El primer personaje conocido, Zaccaria di Castello, vivió a mediados del siglo XII. Sus descendientes desempeñaron un papel importante en la vida política y militar de Génova y la Riviera de Poniente. La máxima potencia y riqueza fueron logrados por los bisnietos de Niccolò Zaccaria, almirante de la Comuna, Manuele y Benedetto. Paleólogo Zaccaria (fallecido en 1314), hijo de Benedetto, y luego sus primos Benedetto II y Martino dominaron en Focea y Quíos hasta que fueron derrocados (1329) por el emperador bizantino Andrónico III Paleólogo, Martino, en 1344, condujo a la flota del Papa, de Venecia, de Chipre y de los Caballeros de Rodas a la captura de la Esmirna turca, y consiguiendo privilegios comerciales por parte del Papa. La esposa de Martino tenía dominios en Morea, que luego pasaron a sus descendientes Bartolommeo, Centurión, Andrónico Asen, María, esposa y luego heredera de Pedro, príncipe de Acaya. María y su hijo fueron desposeídos del gobierno por su sobrino Centurión II (fallecido en 1432). La última descendiente conocida fue Caterina Zaccaria, aunque se cree que la descendencia de la familia continua hasta la actualidad en América del Sur. Caterina, hija de Centurión II, casada con el déspota de Morea Tomás Paleólogo, quien tomó la sucesión.

## Miembros
- Manuele Zaccaria
  - Tedisio Zaccaria
- Benedetto I Zaccaria
  - Paleólogo Zaccaria
- Nicolino Zaccaria
  - Martino Zaccaria
    -       - Bartolommeo Zaccaria
        - Marulla Zaccaria

      - Centurión I Zaccaria
        - Andrónico Asen Zaccaria
          - Centurión II Zaccaria
            - Catalina Zaccaria

          - Érad IV Zaccaria
          - Benedetto Zaccaria
          - Esteban Zaccaria

        - María II Zaccaria
        - Manuele Zaccaria
        - Felipe Zaccaria

  - Benedetto II Zaccaria